# Фердинанд Австрийский
Фердинанд (Фернандо) Австрийский (исп. Fernando de Austria; 16 мая 1609 или 24 мая 1610, Эскориал — 9 ноября 1641, Брюссель) — испанский государственный деятель и кардинал. Инфант Испании, брат короля Испании Филиппа IV, , «кардинал-инфант» и командующий испанскими силами во время Тридцатилетней войны. администратор архиепархии Толедо с 1 октября 1620 по 9 ноября 1641. Вице-король Каталонии с 1 января 1632 по 22 января 1633. Губернатор Милана с 22 января 1633 по 23 сентября 1634. Штатгальтер Нидерландов с 23 сентября 1634 по 9 ноября 1641. Кардинал-дьякон с титулярной диаконией Санта-Мария-ин-Портико-Октавиа с 29 июля 1619 по 9 ноября 1641.

## Биография
С рождения был предназначен для духовной карьеры и ещё в детстве сделан кардиналом-мирянином, что накладывало ограничения на получение удовольствий и реализацию амбиций. При этом был гораздо способнее своего старшего брата Филиппа IV, досконально изучил военное искусство и сыграл важную роль в сражениях Тридцатилетней войны, в которых успешно противостоял другому политику из среды духовенства кардиналу Ришельё.
Сумев войти в доверие к всесильному министру Оливаресу, стал правителем в габсбургских Нидерландах, заменив свою тетку Изабеллу Евгению. Вместе со своим двоюродным братом Фердинандом, королём Богемии, командовал испано-имперскими войсками в победной битве при Нёрдлингене 6 сентября 1634 года.
Талантливый, учтивый и благоразумный, быстро приобрел популярность в Нидерландах, хотя был скован по рукам и ногам инструкциями из Мадрида. По политическим соображениям, совпадавшим с его личными предпочтениями, отказался от ношения церковных одеяний, и с того времени на портретах изображался без пурпурной мантии и пурпурной биретты, усы его свирепо топорщились, а сам он в доспехах и с маршальским жезлом восседал на гарцующем коне.
В 1635 году возглавляемые Фердинандом войска взяли в Нидерландах Дист, Гох, Геннеп, Лембур и Схенк и готовились к атаке на Маастрихт.
В июле 1636 года во главе объединённой испано-имперской армии в 18 тысяч человек кардинал-инфант вторгся в Пикардии во Францию, взял крепости Ле-Катле и Ла-Капель, переправился через Сомму и Уазу и в августе захватил важную крепость Корби близ Амьена, лежащей на дороге, ведущей к Парижу. Однако из-за неудач на других фронтах не стал рисковать армией и решил отступить.
В последующие годы наступил перелом в войне. В 1639 году голландский адмирал Тромп потопил и захватил 70 испанских кораблей. Морское могущество Испании рухнуло, и войска в Нидерландах лишились поддержки и снабжения с моря. В 1640 году против Филиппа IV восстали Каталония и Португалия, добившаяся в этой войне независимости. Испанские провинции Нидерландов были фактически покинуты всеми, «как тонущий корабль во время шторма». Мадридское правительство ничем не могло им помочь. Даже если бы у короля были деньги и солдаты, он не мог отправить их ни морем, ни по суше: голландцы контролировали моря, а французы — долину Рейна. Всякая помощь прекратилась. Вместо неё Фернандо получил запрос, звучавший как приказ, на то, чтобы выслать оружие и боеприпасы в Испанию для борьбы с Португалией. Как пишет Сесили Веджвуд, «запутавшись в приказах, контрприказах и разноречивых слухах из Португалии и Каталонии, кардинал-инфант всё-таки не сдавался и продолжал отбиваться от голландцев».
Но долго он не мог выдержать. Моральное переутомление, неопределенность отношений с королевским двором, физическое напряжение подорвали и без того некрепкий организм принца. Поздней осенью 1641 года он заболел, 8 ноября проверил и подписал шесть депеш испанскому королю, а 9 ноября скончался, до последнего дня сохраняя бодрость духа.
У него была незаконная дочь Анна (1641-1715), ставшая в Испании монахиней.